# جمعية نيو إنجلاند المنادية بحق المرأة في التصويت

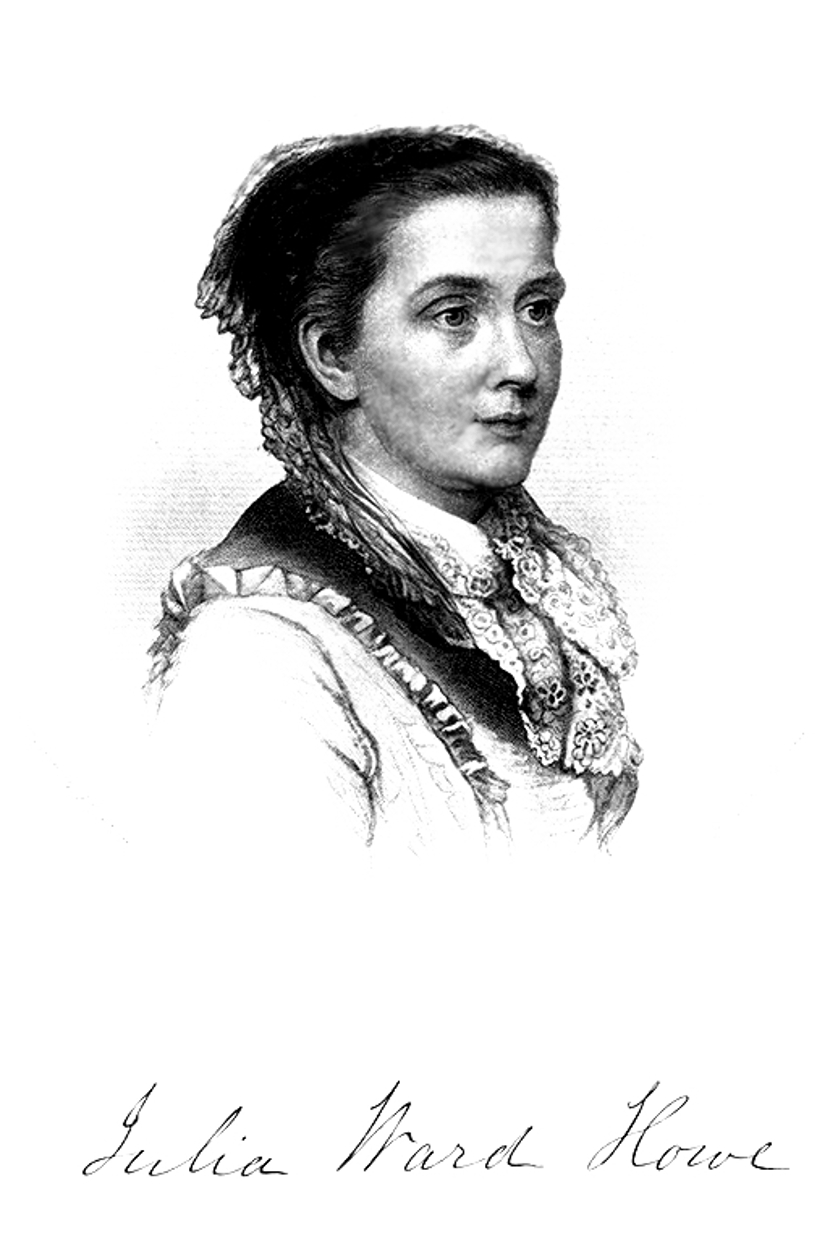
جوليا وارد هاو أول رئيسة لجمعية نيو إنجلاند المنادية بحق المرأة في التصويت

جمعية نيو إنجلاند المنادية بحق المرأة في التصويت (إن. إي. دبليو. إس. إيه.)، هي جمعية تأسست في شهر نوفمبر من عام 1868، هدفها النضال من أجل منح المرأة الحق في التصويت في الولايات المتحدة. ترأست هذه الجمعية كل من جوليا وارد هاو التي اعتُبرت رئيستها الأولى، ولوسي ستون التي تولّت المنصب بعدها. استمرّت الجمعية حتى عام 1920، إذ توقّفت عن العمل تزامنًا مع صدور التعديل التاسع عشر لدستور الولايات المتحدة، الذي كفل حق المرأة في التصويت.
تشكّلت الجمعية خلال الفترة التي اتسعت فيها الهوة داخل نطاق الحركة المنادية بحقوق المرأة، وتنامى فيها الشرخ بين أحد أجنحة هذه الحركة من جهة والحركة الإبطالية من جهة أخرى. احتد هذا الخلاف إزاء الاقتراح المتمثل بمنح الرجال الأمريكيين الأفارقة الحق في التصويت قبل منحه للنساء. يعود أحد أسباب تأسيس جمعية نيو إنجلاند المنادية بحق المرأة في التصويت إلى التصدي لأنشطة سوزان برونيل أنتوني وإليزابيث كادي ستانتون، إذ كانت الجمعية من أنصار النهج المُقترح بينما عارضت أنتوني وستانتون النهج وأصرّتا على منح الرجال الأمريكيين الأفارقة والنساء الحقّ في التصويت على قدم المساواة في الوقت ذاته. أبقت الجمعية على علاقات وثيقة مع الحركة الإبطالية والحزب الجمهوري، بينما عملت ستانتون وأنتوني صوب تشكيل حركة نسائية مستقلة.
اعتُبرت جمعية نيو إنجلاند المنادية بحق المرأة في التصويت أولى المنظمات السياسية الكبرى والهادفة إلى منح المرأة الحق في التصويت. أُسست هذه الجمعية على الصعيد الإقليمي قبل بضعة أشهر من تشكيل منظمتين وطنيتين مناديتين بحق المرأة في التصويت: الجمعية الوطنية للمطالبة بحق المرأة في الاقتراع، والجمعية الأمريكية المطالبة بحق المرأة في الاقتراع. لعبت جمعية نيو إنجلاند المنادية بحق المرأة في التصويت دورًا فعالًا في تشكيل الجمعية الأخيرة، إذ تشاركتا دورًا قياديًا متداخلًا.

## الخلفية
تشكّلت الجمعية خلال الفترة التي اتسعت فيها الهوة داخل نطاق الحركة المنادية بحقوق المرأة، وتنامى فيها الشرخ بين أحد أجنحة هذه الحركة من جهة والحركة الإبطالية من جهة أخرى. تمكّنت الخلافات من إضعاف الجمعية الأمريكية المطالبة بالمساواة في الحقوق، التي شكلها كل من المدافعين عن حقوق المرأة والمناصرين للإبطالية في عام 1866 بهدف المطالبة بالحقوق المتساوية لجميع المواطنين بغض النظر عن العرق أو الجنس، بما في ذلك الحق في التصويت. أصبح موضوع الأولوية قضية حقيقية: هل يجب المطالبة بحق التصويت العمومي باعتباره هدفًا مباشرًا، أم يجب إعطاء حق التصويت للرجال الأمريكيين الأفارقة في البداية؟ أعلنت الجمعية الأمريكية المعادية للعبودية أن عملها لم ينتهِ مع إلغاء العبودية في عام 1865، إذ أكدت على استمرارية أنشطتها حتى تحقيق المساواة السياسية للأمريكيين الأفارقة. رافق تأسيس جمعية نيو إنجلاند المنادية بحق المرأة في التصويت أملًا في تحقيق هذه الأهداف المتجسدة في التعديل الخامس عشر المُقترح لدستور الولايات المتحدة، الذي من المفترض أن يحظر إنكار حق أي شخص في التصويت بناءً على عرقه. أصبح هذا التعديل المُقترح للدستور نقطة خلاف محورية في أوساط الحركة النسائية، إذ لم يتضمن حظر إنكار حق أي شخص في التصويت بناءً على جنسه.
دافع بعض أعضاء الحركة النسائية –مثل آبي كيلي- عن هذا التعديل، إذ رأين أن حق الذكور الأمريكيين الأفارقة في التصويت حاجة أكثر إلحاحًا من حق النساء في التصويت. عارضت نساء أخريات –مثل سوزان أنتوني وإليزابيث كادي ستانتون- أيّ تعديل من شأنه منح حق التصويت لجميع الرجال مع استبعاد جميع النساء، إذ رأين أن تعديلًا كهذا سيخلق «أرستقراطية جنسية» بإضفائه صفةً دستوريةً على الفكرة المتمثّلة بتفوّق الرجال على النساء. زعمت لوسي ستون –ذات الدور الفعال في جمعية نيو إنجلاند المنادية بحق المرأة في التصويت- أن منح النساء الحق في التصويت أكثر أهمية من منحه للرجال السود، لكنّها دعمت التعديل الخامس عشر على أية حال.
يعود أحد أسباب الانقسام إلى اختلاف التقييمات المتعلقة بالحزب الجمهوري الحاكم أيضًا. دخلت العديد من النساء المناديات بحقهن في التصويت مجال النشاطية الاجتماعية عن طريق الحركة المناهضة للعبودية، ولذلك شعرن بالولاء تجاه كل من هذه الحركة والحزب الجمهوري. وفّر الحزب الجمهوري بدوره القيادة السياسية اللازمة لإلغاء العبودية في الولايات المتّحدة، ما أسفر عن خوضه لعملية صعبة بهدف ترسيخ انتصاره هذا. أدرك القادة الجمهوريون أهمية منح الرجال الأمريكيين الأفارقة –الذين حُرروا من العبودية منذ فترة وجيزة- الحق في التصويت بعد الاقتراب الحرج لانتخابات عام 1868، إذ نظروا إلى حقهم في التصويت باعتباره وسيلة لمساعدتهم في الحفاظ على انتصارهم ضد مالكي العبيد خلال الحرب الأهلية الأمريكية (1861- 1865). نظر الجمهوريون وحلفائهم الإبطاليون إلى مسألة منح المرأة الحق في التصويت باعتبارها هدفًا غير قادر على تحقيق منافع سياسية مماثلة حتّى في حال نجاحه، لذا اعتبروا أن المطالبة بهذا الحق مجرد استنزاف لمواردهم التي هم بحاجتها في مسائل أخرى.
دعم أغلبية الناشطين في مجال حقوق المرأة الحركة الإبطالية بشدّة، واعتمدوا على موارد هذه الحركة إلى حد كبير، بينما حُرم أولئك الذين نأوا بأنفسهم عن الإبطالية والقيادة الجمهورية من موارد الحركة الإبطالية وأصبحوا عرضةً لعداء الجمهوريين الصريح. شعرت ستانتون وأنتوني وحلفائهما بالخيانة، الأمر الذي دفعهن إلى انتقاد الحزب الجمهوري وبعض القيادات في الحركة الإبطالية. وجّهت أولمبيا براون –إحدى مؤسسات جمعية نيو إنجلاند المنادية بحق المرأة في التصويت- انتقادات صريحة لبعض القيادات في الحركة الإبطالية، إذ قالت «يجب عليا البحث عن رجال آخرين لنقدّم لهم دعمنا». أججت ستانتون وأنتوني مشاعر العديد بعد قبولهما المساعدة من جورج فرانسيس ترين، الذي كان داعمًا لحقوق المرأة وديمقراطيًا ثريًا وعنصريًا صريحًا. وعلى الرغم من ذلك، استمر بعض الناشطون المنادون بحق النساء في التصويت في دعم القيادة الإبطالية والحزب الجمهوري بدرجات متفاوتة.